# Seznam obcí v kantonu Glarus

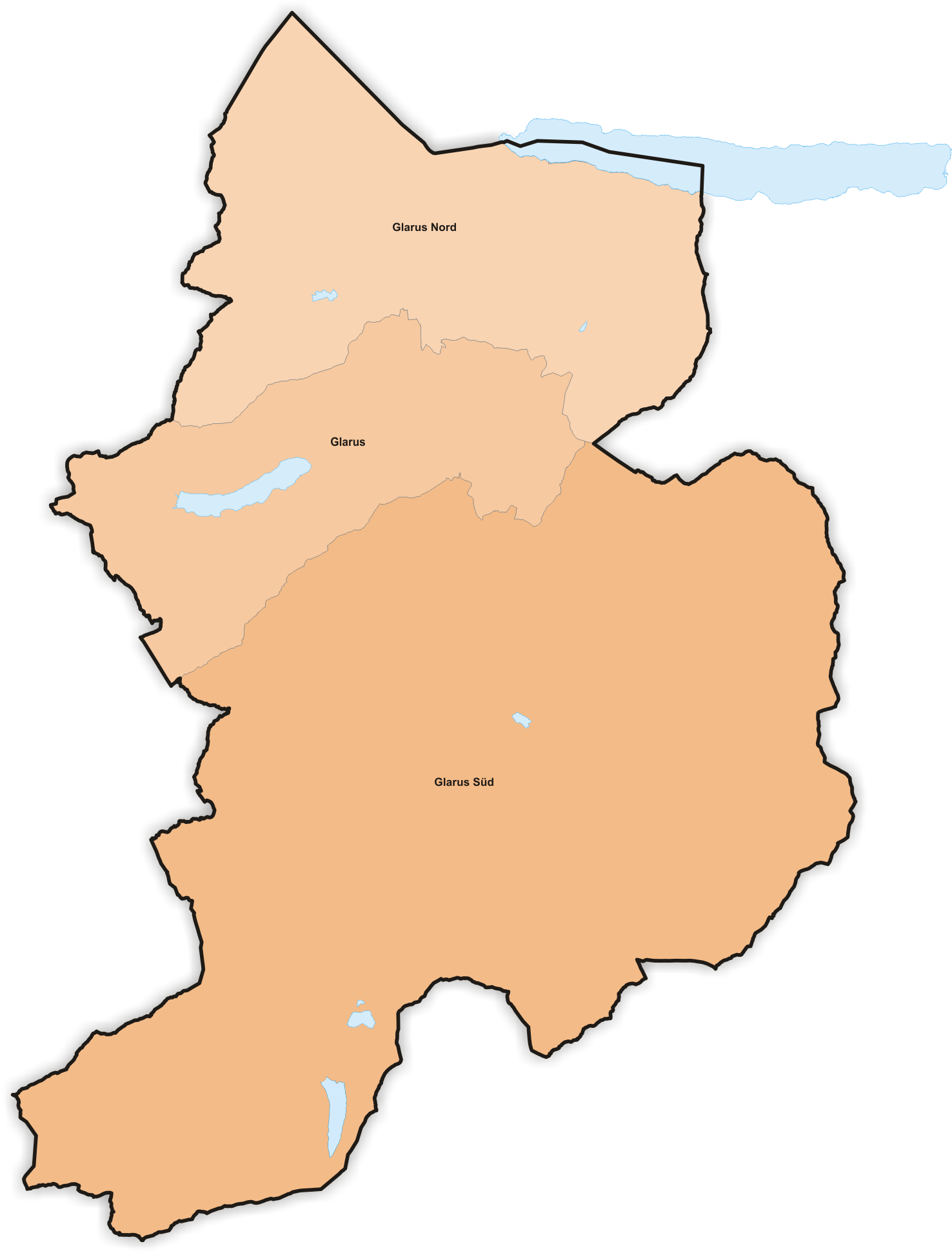
Mapa obcí kantonu Glarus (stav 2011)

Kanton Glarus zahrnuje 3 politické obce. Hlavním městem je Glarus. Komunální reforma byla schválena kantonálním shromážděním (Landsgemeinde) 7. května 2006. Do 31. prosince 2010 se kanton Glarus skládal z 25 obcí a 9 občanských obcí (občanské obce se nazývaly Tagwen).
| Znak        | Název obce  | Počet obyvatel (31. 12. 2022) | Rozloha (km²) | Hustota zalidnění (obyv./km²) |
| ----------- | ----------- | ----------------------------- | ------------- | ----------------------------- |
| Glarus      | Glarus      | 12 515                        | 103,67        | 121                           |
| Glarus Nord | Glarus Nord | 19 428                        | 146,98        | 132                           |
| Glarus Süd  | Glarus Süd  | 9528                          | 430,03        | 22                            |
| Celkem (3)  | Celkem (3)  | 41 471                        | 685,31        | 61                            |